# Blepharopsis mendica
Blepharopsis mendica Fabricius, 1775, chiamata comunemente mantide del fiore del diavolo, è una specie di mantide della famiglia Empusidae, con areale nordafricano. È l'unica specie del genere Blepharopsis.

## Descrizione
Lunga 7-8 cm nella femmina e 5-6 nel maschio, B. mendica ha una livrea beige chiaro con screziature verdi e bianche.
Il maschio non è particolarmente gracile, al contrario di altre specie, e presenta grandi antenne pettinate che lo caratterizzano. 
Entrambi i sessi possono volare, anche se raramente lo fanno.

## Biologia
Sia il maschio che la femmina diventano adulti in tre o quattro mesi. 
Come in molte specie, la femmina vive di più (10-12 mesi) del maschio (8-10 mesi).

### Riproduzione
Una volta effettuata la copula, si ottiene una ooteca semisferica e spugnosa di 2-3 cm

## Distribuzione e habitat
Blepharopsis mendica abita in gran parte dell'Africa settentrionale, in Spagna meridionale e Cipro. Si rinviene tra la vegetazione secca e cespugliosa, nelle pietraie e nelle savane Africane, principalmente in ambienti aridi. In Spagna si rinviene nelle praterie e nel retroduna costiero.

## Allevamento
Questa è una specie robusta, che comunque richiede un po' di attenzioni, vista la provenienza da luoghi caldi, soggetti ad escursioni termiche. La temperatura ideale è di 30-35°, spesso difficile da ottenere in un terrario.
Basta comunque una potente lampadina sospesa sui contenitori d'allevamento per il corretto apporto di luce e calore.
Di notte l'impianto va spento per raggiungere i corretti 20-25°
Le Blepharopsis possono comunque tollerare temperature minori per qualche giorno, anche se è meglio non farlo se si vuole una giusta crescita della mantide.
L'umidità può rimanere al 50% e raramente si creano problemi con la muta. Spruzzare un poco le teche due volte la settimana, alla sera, è più che sufficiente. 
Per un ambiente adatto sono sufficienti delle sterpaglie e arbusti, che vengono usati come appoggio, ed un suolo arido. 
Tutti gli stadi sono piuttosto voraci e prediligono animali volanti. Ogni esemplare, per una buona crescita, deve mangiare un paio di volte la settimana, ma gli adulti possono anche digiunare. Fino ai primissimi momenti di vita gli esemplari possono vivere nello stesso spazio, ma devono riuscire a crearsi il loro territorio, mentre quelli più grandi sono molto aggressivi tra di loro e quindi vanno separati.